# Nuvoton Technology

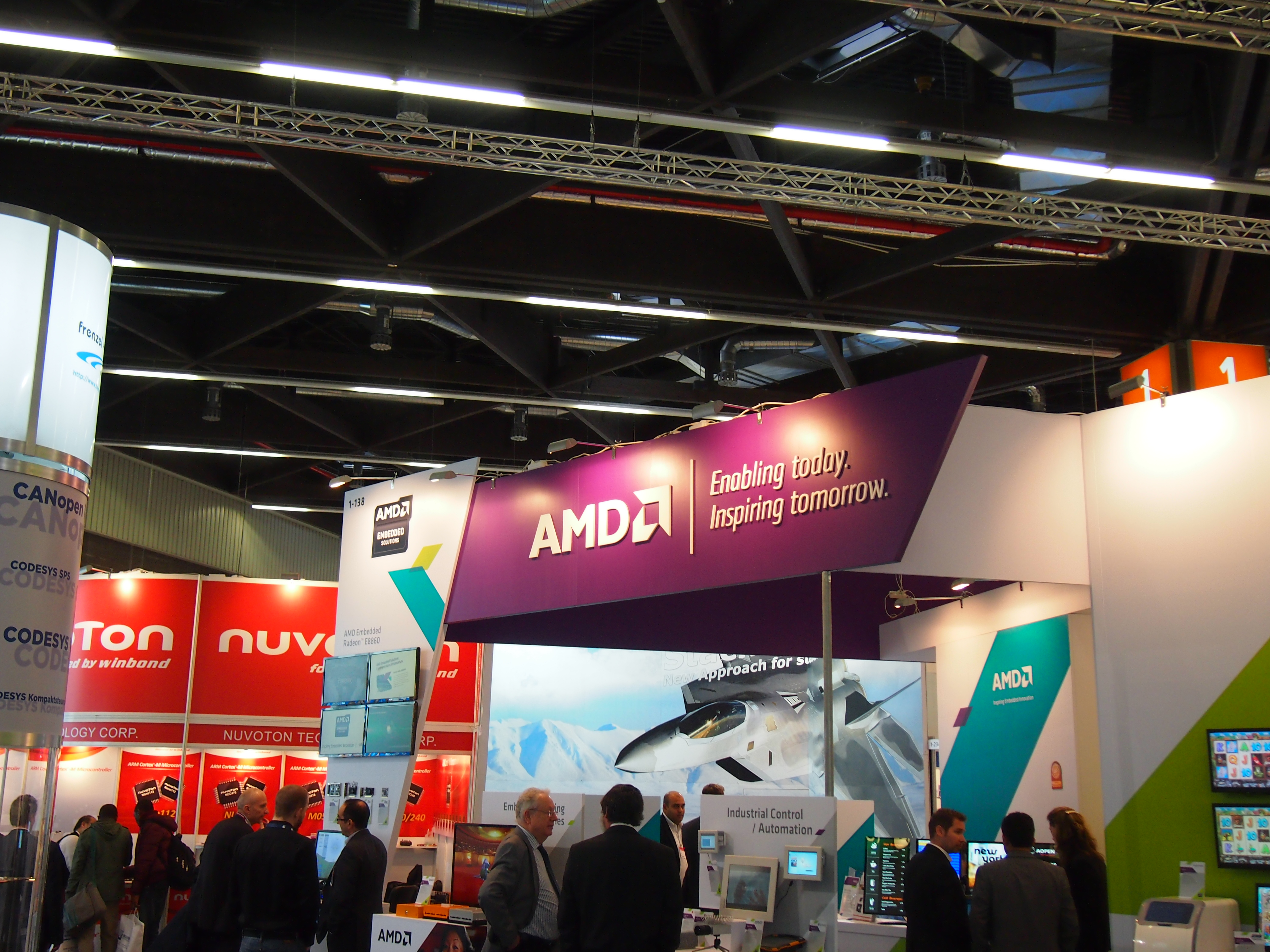
Nuvoton-Stand auf der Embedded World 2014

Nuvoton Technology Corp. (chinesisch 新唐科技股份有限公司, Pinyin Xīn táng kējì gǔfèn yǒuxiàn gōngsī) ist ein taiwanischer Halbleiterhersteller. Das Unternehmen ist ein Spin-off von Winbond und wurde 2008 gegründet.

## Unternehmen
Die maßgeblichen Produktlinien sind integrierte Schaltungen für den Einsatz in Unterhaltungstechnik sowie in Computern und Industrie-PCs.
Unter anderem bietet Nuvoton Sprachsynthesebausteine und Mikrocontroller, die auf der ARM-Architektur basieren.
Am bekanntesten ist hierbei die ARM Cortex-M Mikrocontroller bzw. ARM Cortex-M0 NuMicro-Familie, welche speziell für den Einsatz in industriellen und Consumer Applikationen gedacht ist, bei denen es auf niedrigen Stromverbrauch ankommt (z. B. Sensorsysteme).
Bis 2010 wurden auch Tastaturkontroller produziert. Darüber hinaus produziert das Unternehmen auch Energiemanagementsysteme, die unter anderem in diversen chinesischen und taiwanesischen Elektroautos eingesetzt werden.
Das Unternehmen verfügt über eine Waferfertigung, die in der Lage ist Sechszollwafer zu produzieren.

## Produktportfolio
Mikrocontroller
- 8051 Microcontroller

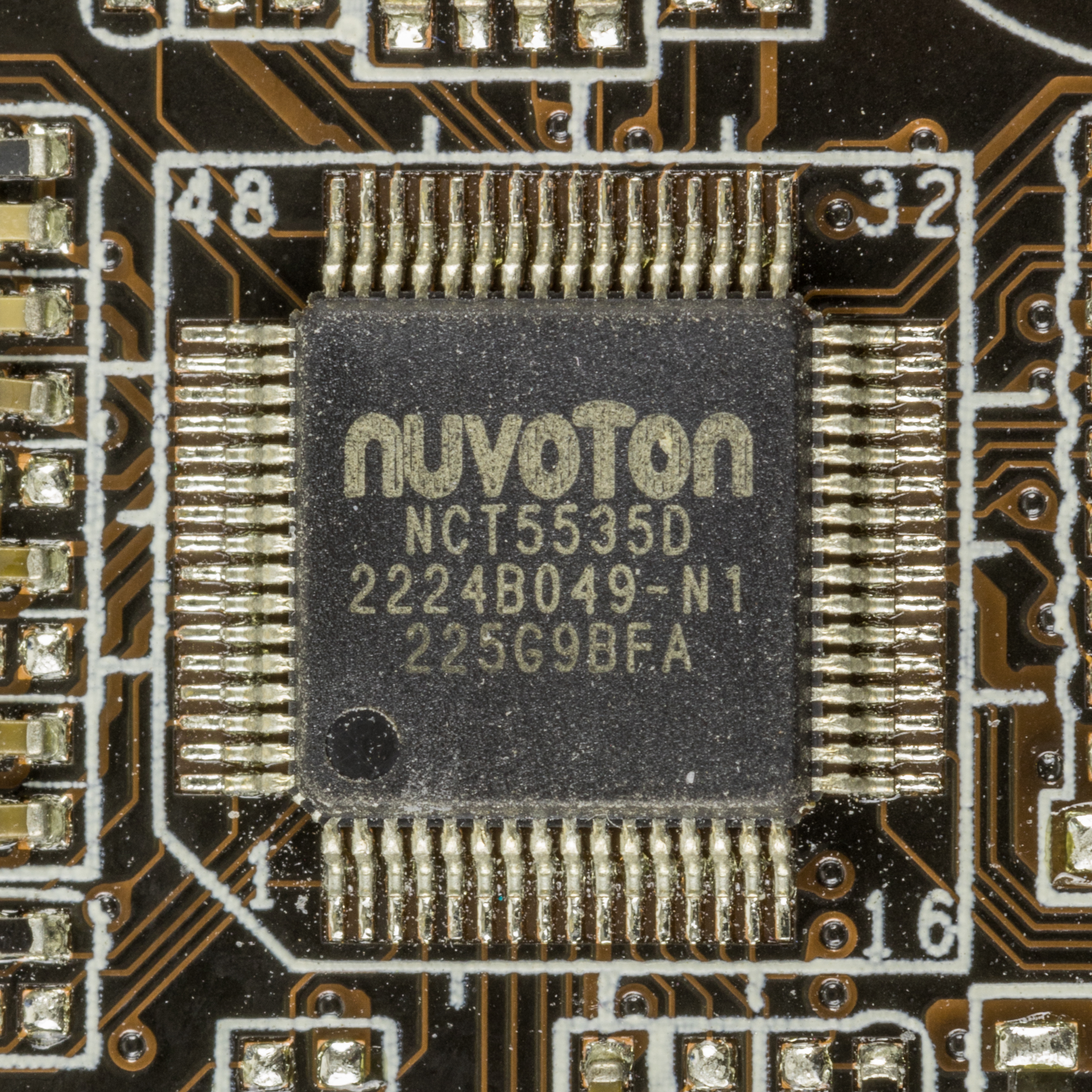
Nuvoton-Chip auf einem Board

- ARM® Microcontroller (ARM Cortex-M0, ARM7, ARM9)

Audio ICs
- Audio Codecs (nach Industrie Standard ITU G.711 und G.712)
- Audio Amplifier (Class AB/D)
- Audio Prozessoren (MAXX Audio Enhanchement)
- Audio / Voice Recorders (ISD ChipCorder)
- A/D-Wandler (Sigma-Delta Wandler)

Computer ICs für Industrie PCs (IPC)
- LPC Super I/Os
- Clock Devices (for AMD, INTEL)
- PCIe zu PCI Bridges
- Hardware Monitor
- Trusted Platform Module (TPM)
- Bus Termination Controller